# Antonieta Espejo
María Antonieta Espejo y Vázquez del Mercado fue una antropóloga mexicana. Destacó su trabajo en el descubrimiento de la zona arqueológica de Tlatelolco junto a Pablo Martínez del Río y Robert H. Barlow.

## Biografía
Fue maestra en antropología por la Escuela Nacional de Antropología e Historia. Colaboró en las excavaciones de la zona arqueológica de Tlatelolco de 1946 a 1948, dirigidas por Pablo Martinez. En ese lugar Espejo gestionó además la reapertura de la iglesia del Colegio de la Santa Cruz de Tlatelolco al culto público, luego de las obras de rescate de la zona. Trabajó, además, en establecer una metodología en el estudio de la cerámica, uno de los principales elementos con los que trabaja la arqueología contemporánea, y para ello propuso en 1953 al director del INAH, Alfonso Caso, la creación de un repositorio central que permitiera sistematizar estos elementos, proyecto que no se realizó. Escribió la Guía para el estudio de la cerámica arqueológica de México, en 1956, en donde insistió en la constitución de una ceramoteca en el INAH que facilitara los estudios arqueológicos.
También realizó investigación de petroglifos en la zona de Linares, Nuevo León y en Boca de Potrerillos.
Luego del trabajo en distintas excavaciones del INAH, Espejo trabajó en Reynosa, Tamaulipas, en la catalogación y rescate del archivo histórico de esa ciudad. También fue directora de la biblioteca de esa ciudad, Amalia Castillo Ledón, y fue asesora de distintos proyectos culturales.

## Obra
- Las ofrendas halladas en Tlatelolco
- Guía para el estudio de la cerámica arqueológica de México, 1956